# O sacrum convivium
O sacrum convivium è un testo in prosa latina in onore del Santissimo Sacramento. Compare come antifona al Magnificat nei vespri della solennità del Corpus Domini. Il testo è attribuito con una certa probabilità a San Tommaso d'Aquino. Esso esprime la profonda affinità della celebrazione eucaristica, descritta come una cena, al mistero pasquale.

## Testo
Originale latino (punteggiatura tratta dal Liber Usualis)
O sacrum convivium!
in quo Christus sumitur:
recolitur memoria passionis eius:
mens impletur gratia:
et futurae gloriae nobis pignus datur.
Alleluia.
Traduzione della Liturgia delle ore C.E.I.
Mistero della Cena!
Ci nutriamo di Cristo,
si fa memoria della sua passione,
l'anima è ricolma di grazia,
ci è donato il pegno della gloria futura,
alleluia.